# Поллок (Міссурі)
Поллок (англ. Pollock) — селище (англ. village) в США, в окрузі Салліван штату Міссурі. Населення — 46 осіб (2020).

## Географія
Поллок розташований за координатами 40°21′30″ пн. ш. 93°5′1″ зх. д. / 40.35833° пн. ш. 93.08361° зх. д. (40.358357, -93.083730).  За даними Бюро перепису населення США в 2010 році селище мало площу 0,43 км², уся площа — суходіл.

## Демографія
Згідно з переписом 2010 року, у селищі мешкало 89 осіб у 39 домогосподарствах у складі 25 родин. Густота населення становила 207 осіб/км².  Було 49 помешкань (114/км²).
Расовий склад населення:
| - 94,4 % — білих - 1,1 % — чорних або афроамериканців - 3,4 % — осіб інших рас |

До двох чи більше рас належало 1,1 %. Частка іспаномовних становила 6,7 % від усіх жителів.
За віковим діапазоном населення розподілялося таким чином: 24,7 % — особи молодші 18 років, 58,4 % — особи у віці 18—64 років, 16,9 % — особи у віці 65 років та старші. Медіана віку мешканця становила 43,5 року. На 100 осіб жіночої статі у селищі припадало 97,8 чоловіків;  на 100 жінок у віці від 18 років та старших — 86,1 чоловіків також старших 18 років.
Середній дохід на одне домашнє господарство  становив 28 908 доларів США (медіана — 22 500), а середній дохід на одну сім'ю — 40 500 доларів (медіана — 24 375). 
Цивільне працевлаштоване населення становило 11 осіб. Основні галузі зайнятості: транспорт — 27,3 %, освіта, охорона здоров'я та соціальна допомога — 18,2 %, сільське господарство, лісництво, риболовля — 18,2 %.